# Cyrtoneurina armipes
Cyrtoneurina armipes är en tvåvingeart som först beskrevs av Stein 1911.  Cyrtoneurina armipes ingår i släktet Cyrtoneurina och familjen husflugor. Inga underarter finns listade i Catalogue of Life.